# Администратор Островов Питкэрн
Администратор Островов Питкэрн (англ. Administrator of the Pitcairn Islands) — представитель губернатора Островов Питкэрн и де-факто председатель Совета острова.
Поскольку Питкэрн является заморской территорией Великобритании, главой государства острова является Елизавета II. Губернатор Питкэрна назначается британским правительством в качестве местного представителя. Однако, поскольку губернатор островов Питкэрн также является верховным комиссаром Великобритании в Новой Зеландии и Самоа, отдельно для Питкэрна была введена должность администратора Островов Питкэрн. Администратор является постоянным представителем губернатора на острове и назначается из состава местного, постоянного населения.
Однако Питкэрн в значительной степени автономен, и большая часть власти осуществляется не должностными лицами, назначаемыми британским правительством, а избранным на местном уровне мэром и Советом острова.

## Список администраторов (2014 — настоящее время)
| №  | Портрет                                | Имя (дата рождения)                       | Полномочия    | Полномочия   | Примечания         |
| №  | Портрет                                | Имя (дата рождения)                       | Начало        | Окончание    | Примечания         |
| -- | -------------------------------------- | ----------------------------------------- | ------------- | ------------ | ------------------ |
| 1  |                                        | Алан Ричмонд англ. Alan Richmond          | ноябрь 2014   | май 2016     | [ 3 ]              |
| 2  |                                        | Робин Шакелл англ. Robin Shackell         | май 2016      | август 2016  | [ 4 ]              |
| 3  |                                        | Никола Хебб англ. Nicola Hebb             | сентябрь 2016 | август 2018  | [ 5 ]              |
| 4  |                                        | Николас Кеннеди англ. Nicholas Kennedy    | август 2018   | декабрь 2020 | [ 6 ] [ 7 ]        |
| 5  |                                        | Марк Томплинсон англ. Mark Tomlinson      | январь 2021   | февраль 2022 | [ 8 ] [ 9 ] [ 10 ] |
| 6  |                                        | Аласдер Гамильтон англ. Alasdair Hamilton | февраль 2022  | апрель 2022  | [ 8 ] [ 11 ]       |
| 7  |                                        | Колин Лиман англ. Colin Leeman            | апрель 2022   | июнь 2022    | [ 12 ]             |
| 8  |                                        | Стивен Твейтс англ. Stephen Twaites       | июнь 2022     | июль 2022    | [ 13 ]             |
| 9  |                                        | Тим Муди англ. Tim Moody                  | июль 2022     | октябрь 2022 | [ 13 ]             |
| 10 |                                        | Саймон Булл англ. Simon Bull              | октябрь 2022  | ноябрь 2022  | [ 13 ]             |
| 11 |                                        | Стив Таунсенд англ. Steve Townsend        | декабрь 2022  |              | [ 13 ]             |
| 11 | Фиона Клипатрик англ. Fiona Klipatrick |                                           | декабрь 2022  |              | [ 13 ]             |